# Jacques Hébert
Jacques-René Hébert (Alençon, 1757. november 15. - Párizs, 1794. március 24.) a nagy francia forradalom egyik kiemelkedő politikusa volt. A politikai küzdelmek során a jakobinus táborba tartozott és a Hegypárt egyik legfontosabb képviselője lett. 
Híres volt radikális, trágár stílusáról, mely lapjában, a Le Père Duchesne-ben meg is mutatkozott.
A jakobinus diktatúra alatt, miután szembefordult Robespierre-rel és társaival, 1794 márciusában elfogták és híveivel együtt kivégezték.

## Élete
Apja elvesztése után, 1780-ban költözött Párizsba. A forradalom kitöréséig igen nagy nyomorban élt, ám az 1789. júliusi események megváltoztatták életét. Elkezdhette újságírói karrierjét, mely a városi szegénység, a sans-culotte-ok körében rendkívül népszerűvé tette. 
Fent említett újságja először 1790 novemberében jelent meg, ostorozva az egyházat és a burzsoáziát.
1792-ben szerepet játszott a Monarchia megdöntésében, majd még ez év decemberében az új törvényhozó testület, a Konvent meghatalmazottja lett. A király pere alatt heves harcot vívott a Girondistákkal és a király halálbüntetése mellett foglalt állást. 
A jakobinus hatalomátvétel után (1793. jún.) Hébert addig soha nem látott erővel látott neki annak a propagandának, amit a párizsi munkásréteg körében szervezett, és tudatos gazdaságpolitika mellett a terror fokozására szólította fel a jakobinus vezetésű Konventet.
Miután 1793 végére az általa irányított „veszettek” csoportja ténylegesen a jakobinusok radikális baloldalává vált (Marat nyomdokaiba lépve) és komoly erőt jelentett a sans-culotte-ok rokonszenve miatt, Robespierre, Saint-Just és Couthon (akiket ekkoriban a triumvirátusként emlegettek) 1794. március 14-én őt, valamint 17 társát letartóztatta. 
A vádlottakat a tárgyalás után, 1794. március 24-én kivétel nélkül kivégezték. Ez volt a jakobinusok belső leszámolásának első fordulója, melyet április 5-én Danton, Desmoulins és elvbarátai kivégzése követett.